# Канефора

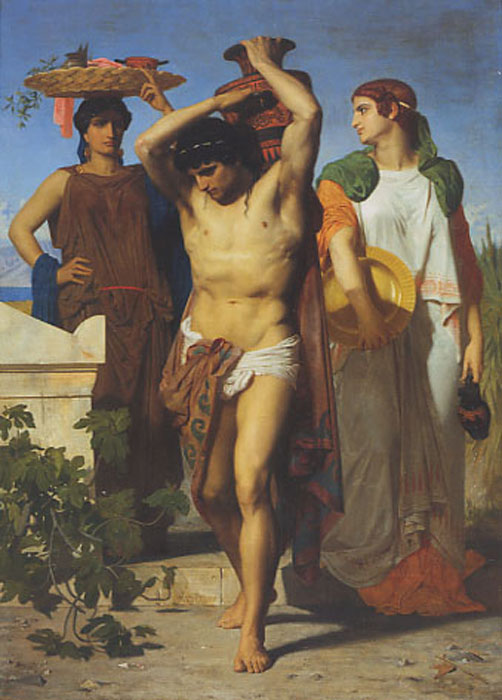
В. Бугро. Канефоры. 1852

Канефора (др.-греч. Κανηφόροι, несущие священные корзины) — участница торжественной процессии в Древней Греции, которая несла на голове корзину с жертвоприношением и священной утварью, употреблявшейся при жертвоприношении. К этой почётной службе допускались только девственницы знатного происхождения с безупречной репутацией.
На Дионисии девушки-канефоры носили в корзинах фрукты, посвящённые Дионису. Также канефоры принимали участие в праздниках Панафинеи и Канифории.

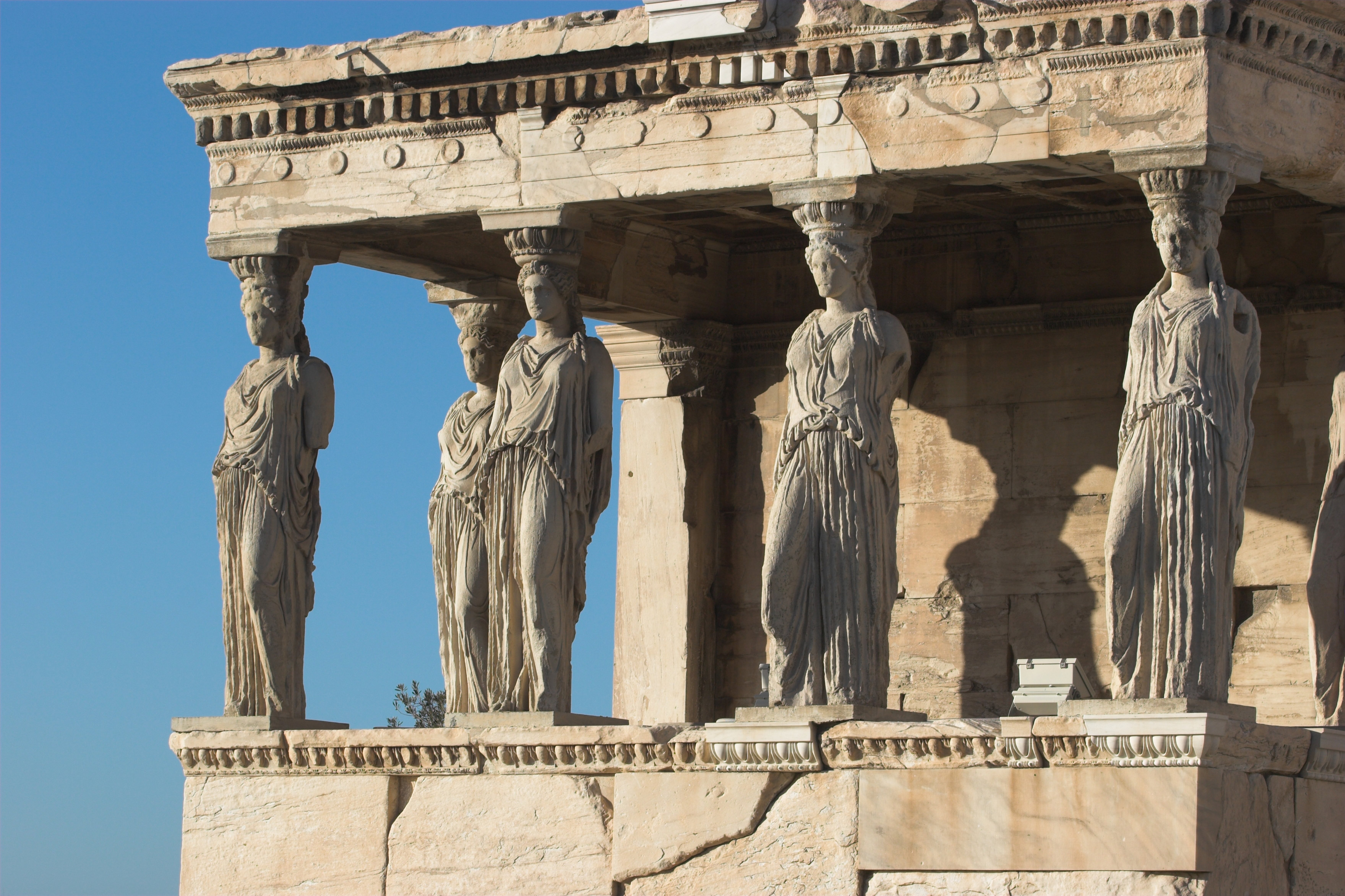
Портик кариатид. Эрехтейон Афинского акрополя. Ок. 410 г. до н. э.

Канефоры были популярной темой в искусстве, в частности, в архитектуре, где часто изображались в качестве кариатид. Широко известны канефоры портика храма Эрехтейон.